# Kalix-Torne kontrakt
Kalix-Torne kontrakt var ett kontrakt inom Svenska kyrkan i Luleå stift. Kontraktet namnändrades 1 januari 2017 till Norra Norrbottens kontrakt samtidigt som den utökades med församlingar från den samtidigt upplösta Norra Lapplands kontrakt.
Kontraktskoden var 1107.

## Administrativ historik
Kontraktet bildades 1 juli 1990 av
hela Torne kontrakt med
- Övertorneå församling
- Hietaniemi församling som 2006 uppgick i Övertorneå församling
- Korpilombolo församling som 2010 uppgick i Pajala församling
- Nedertorneå-Haparanda församling som 2010 uppgick i Haparanda församling
- Pajala församling
- Muonionalusta församling som 2006 uppgick i Pajala församling
- Tärendö församling som 2008 uppgick i Pajala församling
- Karl Gustavs församling som 2010 uppgick i Haparanda församling
- Junosuando församling som 2006 uppgick i Pajala församling
- Svansteins församling som 2006 uppgick i Övertorneå församling

hela Kalix kontrakt med
- Nederkalix församling
- Töre församling
- Överkalix församling